# Hideaki Mori
Hideaki Mori (森 秀昭 Mori Hideaki?), född 16 oktober 1972 i Nagasaki prefektur, är en japansk före detta fotbollsspelare.
Mori började sin karriär 1991 i Mazda (Sanfrecce Hiroshima). 1996 flyttade han till Avispa Fukuoka. Efter Avispa Fukuoka spelade han för Consadole Sapporo. Han avslutade karriären 2003.